# Peyton Place (soap opera)
Peyton Place è stata una soap opera di prima serata, creata da Grace Metalious e trasmessa dalla ABC a partire dal 15 settembre 1964 fino al 2 giugno 1969. In Italia la serie è stata trasmessa, per la prima volta, da Rai 1 (17 episodi) a partire dal 28 maggio 1979 e in seguito da Canale 5 in seconda serata e da svariate emittenti locali (che hanno trasmesso comunque la serie parzialmente).
È stata la prima soap opera di prima serata, prima degli exploit - fra gli anni settanta e tutti gli anni ottanta - di Dallas, Dynasty, Flamingo Road, Falcon Crest, Hotel, Capitol e Sentieri.
La sigla di ogni puntata si apre con l'immagine del campanile di Peyton Place e relativi rintocchi, poi viene mostrata la piazza centrale, il ruscello e una panoramica sulla cittadina; quindi appaiono gli attori principali e una sorta di riassunto (nella versione originale) con la voce narrante di Warner Anderson - interprete del personaggio di Matthew Swain - che continuò a prestarla anche quando, alla fine della prima stagione, lasciò la serie.

## Trama
La trama all'inizio si basava soprattutto sul romanzo di Grace Metalious, scritto nel 1956, e sul film del 1957, sebbene i nomi e le professioni di alcuni personaggi principali fossero stati cambiati e altri personaggi semplicemente eliminati.
La storia inizia con l'arrivo a Peyton Place del dr. Michael Rossi. L'editore del quotidiano locale, Matthew Swain, gli dirà che solitamente la gente tenta di lasciare una cittadina di provincia come la loro, piuttosto che venire ad abitarci. Intanto, la nipote di Matthew, Allison MacKenzie, si innamora del fratello di un suo compagno di classe, Rodney Harrington, e inizia una relazione con lui. Ma sua madre Constance non approva. Rodney, a questo punto, decide di rompere con la sua attuale fidanzata, Betty. Questa, confusa e ferita, scopre di essere incinta di Rodney e glielo rivela. Rodney rinuncia così al suo amore per Allison e sposa Betty. Solo dopo il matrimonio, la ragazza confesserà all'uomo di aver perso il bambino.
Durante la prima stagione, un altro personaggio arriva a Peyton Place: il padre di Allison, Elliot Carson, che era stato ingiustamente accusato dell'omicidio di sua moglie Elizabeth, uccisa invece da Catherine Peyton Harrington, madre manipolatrice di Rodney. Il suo ritorno a Peyton Place porterà l'uomo a sposare Constance e ad avere con lei un figlio, Matthew, sebbene nel sequel della serie (del 1985), stranamente il personaggio verrà "trasformato" in un personaggio femminile, Kelly.